# Ruth Etting

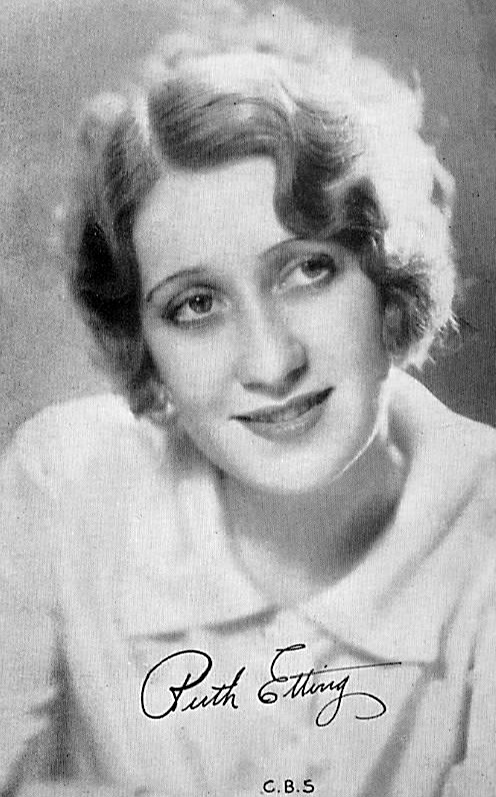
Ruth Etting

Ruth Etting (23 de novembro de 1896 – 24 de setembro de 1978) foi uma cantora estadunidense de muito sucesso nos anos de 1930. Gravou mais de sessenta discos. Seus maiores sucessos foram "Shine On Harvest Moon", "Ten Cents a Dance" e "Love Me or Leave Me" e as gravações mais populares incluem: "Button Up Your Overcoat", "Mean to Me", "Exactly like you" e "Shaking the Blues Away".

## Biografia
Ruth Etting nasceu em David City, Nebraska. Deixou seu lar aos dezessete anos de idade para entrar numa escola de artes em  Chicago, Illinois. Conseguiu um trabalho de desenhar figurinos para os empregados da boate Marigold Gardens, cantores e dançarinos. 
Ela se tornou a vocalista da boate e depois se casou com o gângster Martin "Moe the Gimp" Snyder em 12 de julho de 1922. Snyder empresariou sua carreira, conseguindo apresentações no rádio e um contrato de exclusividade com a Gravadora Colúmbia (Columbia Records). Ruth estreou na Broadway com o espetáculo Ziegfeld Follies of 1927, e participaria de vários outros shows em uma rápida escalada. Dentre esses espetáculos figuram Simple Simon e Whoopee!. Em Hollywood ela participou de uma longa série de filmes curtos entre 1929 e 1936, além de três longa-metragens, em 1933 e 1934. Em 1936 ela se apresentou em Londres no Transatlantic Rhythm de Ray Henderson.

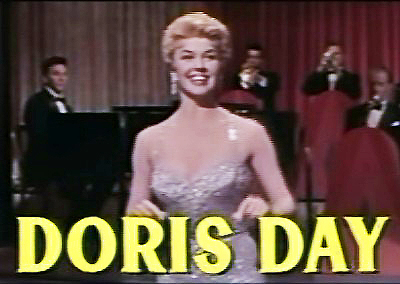
Doris Day interpretou Ruth Etting em filme biográfico de 1955 (Cena do trailer do filme)

Ruth Etting se divorciou de Moe Snyder em 30 de novembro de 1937. Ela se apaixonara pelo pianista Myrl Alderman que em 1938  levou um tiro e ficou ferido em uma discussão com o ex-marido dela. Snyder foi condenado por tentativa de homicídio mas apelou e saiu da cadeia depois de um ano.  Etting se casou com Alderman em dezembro de 1938. O escândalo e o julgamento sensacionalista em Los Angeles puseram um fim a carreira dela, embora conseguisse ainda apresentar por um curto período um programa de rádio em 1947. Alderman morreu em 16 de novembro de 1966.
Ruth Etting morreu em Colorado Springs, Colorado em 1978, aos 81 anos de idade.
Sua vida foi a base para o filme de 1955, Love Me or Leave Me, com Doris Day e James Cagney.

## Broadway
- The Ziegfeld Follies of 1927 – Ela apresentou a canção de Irving Berlin, "Shaking The Blues Away"
- Whoopee! – 1928 - ela apresentou a canção "Love Me or Leave Me"
- The Nine-Fifteen Revue -  1929, em que ela apresentou a canção "Get Happy"
- Simple Simon – 1930, em que ela apresentou a canção "Ten Cents a Dance"
- The Ziegfeld Follies of 1931

## Participações em filmes

### Curta-metragem
- The Book of Lovers -1929
- Roseland -1930
- One Good Turn -1930
- Broadway's Like That -1930
- Words & Music -1931
- Stage Struck -1931
- Radio Salutes -1931
- Old Lace -1931
- A Modern Cinderella -1932
- A Regular Trouper -1932
- A Mail Bride -1932
- Artistic Temper -1932
- Bye-Gones -1933
- Along Came Ruth -1933
- Crashing the Gate -1933
- California Weather -1933
- Knee Deep in Music -1933
- A Torch Tango -1934
- The Song of Fame -1934
- Derby Decade -1934
- Southern Style -1934
- Bandits and Ballads -1934
- An Old Spanish Onion -1935
- Ticket or Leave It -1935
- Tuned Out -1935
- Alladin from Manhattan -1936
- Melody in May -1936
- Sleepy Time -1936

### Longa-metragem
- Roman Scandals -1933 – estrelado por Eddie Cantor e Gloria Stuart
- Gift of Gab -1934
- Hips, Hips, Hooray! -1934